# شهرستان کاوان
شهرستان کاوان (به لاتین: County Cavan) یک شهرستان در استان اولستر، جمهوری ایرلند است. شهرستان کاوان ۱٬۹۳۲ کیلومتر مربع مساحت و ۷۶٬۰۹۲ نفر جمعیت دارد.